# Figura etymologica
A grammatikában a figura etymologica latin terminus olyan lexikai-szintaktikai szerkezetet nevez meg, amelyben azonos tövű szavak társulnak. Magyar megfelelője szófejtő alak, de a latin elnevezés a legelterjedtebb. Ilyen szerkezetek megvannak úgy a mindennapi nyelvhasználatban, mint alakzatként irodalmi és filozófiai művekben, szónoklatokban és a médiában. A terminus eredetileg a retorikában jelent meg, majd a stilisztika is átvette mint az ismétlésen alapuló alaki erősítés egyik eszközének az elnevezését.
Nincs egység a szakirodalomban azon szerkezetek összetevőinek természetét illetően, amelyeket figura etymologicának lehet nevezni. Egyes szerzők csak ezt az elnevezést használják úgy olyan szerkezetekre, amelyekben azonos tövű különböző szótári szavak társulnak, mint olyanokra, amelyekben egyazon szó különböző grammatikai toldalékokkal ellátott alakjai vannak együtt. Mások csak az előbbi kategóriára korlátozzák. Egyéb munkákban csak a „polyptoton” szakszót használják mindkét típusú szerkezetre. Megtalálható az első szerkezetre a „szóképzés” terminus, miközben a „polyptoton” csak a másodikra korlátozott. Olyan nézet is van, amely szerint a figura etymologica a polyptoton egyik különös esete. Olyan szerzők is vannak, akik használják úgy a „figura etymologica”, mint a „polyptoton” terminust, de egyes, mások szerint polyptotonnak tekintett szerkezeteket a figura etymologicák közé sorolnak. Például Szathmári 2008 szerint Meghallgatni meghallgatjuk figura etymologica, bár egyazon szó két grammatikai alakjából áll. Megint mások a „figura etymologica” elnevezést közösnek tekintik a két szerkezettípusra, „parigmenon”-nak nevezik az első típusú szerkezetet, és polyptotonnak a másodikat.
A mindennapi nyelvhasználatban a figura etymologica a szószerkezet és az egyszerű mondat szintjére korlátozódik, és van vagy nincs erősítési szerepe, miközben irodalmi eszközként jelen lehet kiterjedtebb szintaktikai entitásban is, és mindig erősítési funkciójú.

## Egyazon tőből képzett szótári szavakból álló szerkezetek
Az ilyen szerkezeteknek a mindennapi nyelvhasználatban nem mindig van erősítési funkciója.
Az egyik ilyen szerkezet olyan tárgyból és igei alaptagjából tevődik össze, amelyeknek ugyanaz a töve. Előfordul egyes egyébként intranzitív igékkel is, mint amilyen az él. Példák:
(magyarul) éneket énekel, éli az életet;
(angolul) to give a gift ’ajándékot adni’, to dance a dance ’táncot járni’ (szó szerint ’táncot táncolni’);
(franciául) vivre sa vie ’élni az életét’, jouer gros jeu ’nagyban szerencsejátékot játszani’ (szó szerint ’nagy játékot játszani’);
(románul) și-a trăit traiul ’leélte az életét’, a cântat un cântec ’éneket énekelt’, scrie o scrisoare ’levelet ír’ (a ’levél’ megfelelője az ’ír’ megfelelőjéből képzett).
Egyes szerzők ilyen figura etymologicának tartják azt is, amelyben a tárgynak nem ugyanaz a töve, mint az igének, de szemantikailag rokona, pl. (franciául) Dormez votre sommeil ’Aludjátok álmotokat’.
Egyéb szerkezetek is ugyanabból a tőből képzett szavakból alkotottak, például:
- alany–állítmány:

(magyarul) uralkodó uralkodik;
(románul) sapa sapă ’a kapa kapál’;
- jelző–főnév: (magyarul) Az el nem múló múlt (újságcikk címe);[1]
- ige–határozó: (románul) … tot de-o moarte are să moară szó szerint ’… ugyancsak haláltól fog meghalni’ (Ion Creangă).[3]

### Irodalmi példák
Magyarul:
csak vidám kedélyed világa világít (Babits Mihály: A harmadik emeleten);
szent gyökér, áldott anya, / földi lámpás, égi ablak, / fénylőbb fényénél a napnak, / könyörögj értünk Fiadnak (Szentviktori Ádám Mária-éneke, Babits Mihály fordítása);
Hiszek hitetlenül Istenben, / Mert hinni akarok (Ady Endre: Hiszek hitetlenül Istenben);
Holott ott van mögöttünk / Titokzatos Urunk, / Valami ő és vad, szörnyű / Szabálytalan szabály, (Ady Endre: A menekülő élet).
Más nyelvekben:
(angolul) With eager feeding, food doth choke the feeder ’Mohón falót megfojtja a falat’ (William Shakespeare);
(franciául) Ah ! comme la neige a neigé ! szó szerint ’Ó! hogy havazott a hó!’ (Émile Nelligan );
(románul) Cântărește-ți necântăritele cuvinte szó szerint ’Fontold meg megfontolatlan szavaid’ (Ion Minulescu).

## Egyazon szótári szó különböző grammatikai alakjaiból álló szerkezetek
Az ilyen szerkezeteket nevezik egyes szerzők az ugyancsak a retorikából származó polyptoton szakszóval. Ezekben ugyanaz a szótő ismétlődik meg különböző grammatikai toldalékokkal attól függően, hogy milyen grammatikai kategóriákkal rendelkezik egyik vagy másik nyelv.